# Frolovite
La frolovite (simbolo IMA: Flv) è un minerale piuttosto raro appartenente alla famiglia dei "borati" con composizione chimica Ca[B(OH)4]2.

## Etimologia e storia
La frolovite deve il suo nome alla propria località tipo il deposito di boro-rame di "Novofrolovskoye" presso Turinsk, nell'oblast' di Sverdlovsk (Russia).

## Classificazione
La classica nona edizione della sistematica dei minerali di Strunz, aggiornata dall'Associazione Mineralogica Internazionale (IMA) fino al 2009, elenca la frolovite nella classe "6. Borati" e nella sottoclasse "6.A Monoborati"; questa viene ulteriormente suddivisa in base agli anioni presenti, in modo tale che la frolovite possa essere trovata nella sezione "6.AC B(O,OH)4, senza e con anioni aggiuntivi; 1(T), 1(T)+OH, ecc." dove è l'unico membro del sistema nº 6.AC.20.
Tale classificazione viene mantenuta invariata anche nell'edizione successiva, proseguita dal database "mindat.org" e chiamata Classificazione Strunz-mindat.
Nella Sistematica dei lapis (Lapis-Systematik) di Stefan Weiß la frolovite si trova nella classe dei "nitrati, carbonati e borati" e nella sottoclasse dei "monoborati"; qui è nella sezione dei minerali con struttura "[BO4]5- e [B(OH)4]1- - tetraedri" dove forma il sistema nº V/G.09 insieme a henmilite.
Anche la classificazione dei minerali secondo Dana, usata principalmente nel mondo anglosassone, elenca la frolovite nella famiglia dei "carbonati, nitrati e borati"; qui è nella classe dei "borati anidri con idrossile o alogeno" e nella sottoclasse "borati anidri con idrossile o alogeno" dove forma il sistema nº 25.01.03 come unico membro.

## Abito cristallino
La frolovite cristallizza nel sistema triclino nel gruppo spaziale P1 (gruppo nº 2) con i parametri reticolari a = 7,774(2) Å, b = 5,680(1) Å, c = 8,136(2) Å, α = 113,51(1)°, β = 101,67(2)° e γ = 107,87(2)°, oltre ad avere 2 unità di formula per cella unitaria.

## Origine e giacitura
La frolovite è un raro prodotto di alterazione dei minerali idrotermali di boro nei depositi di skarn; qui è associata a calciborite, calcite, gesso, granato, magnetite (per campioni trovati nel deposito Novofrolovskoye, Russia) oppure a olshanskyite, parasibirskite, sibirskite, takedaite, pentaidroborite, nifontovite e calcite (per esemplari trovati a Fuka, in Giappone).
La frolovite è un minerale molto raro ed è stata trovata, oltre alla sua località tipo (il deposito di "Novofrolovskoye" in Russia), nel deposito di boro di "Solongo" nell'Eravninskij rajon, anch'esso in Russia, nel deposito "Sayak 4" nella regione di Karaganda (nel Kazakistan) e nella miniera di "Fuka" a Bitchū (prefettura di Okayama, Giappone).

## Forma in cui si presenta in natura
La frolovite si presenta come venature e aggregati densi di grani, di dimensioni fino a 0,15 mm; tali aggregati sono opachi, con lucentezza vitrea di colore bianco con una sfumatura grigiastra. Il colore del suo striscio è bianco.